# アレイクス・ガルシア
- アレイシュ・ガルシア

アレイクス・ガルシア・セラーノ（Aleix García Serrano、1997年6月28日 - ）は、スペイン・カタルーニャ州タラゴナ県ウルデコナ出身のサッカー選手。ブンデスリーガ・バイエル・レバークーゼン所属。スペイン代表。ポジションは、ミッドフィールダー。

## 経歴

### マンチェスター・シティ
2015年8月27日、マンチェスター・シティFCに移籍。2016年9月17日のAFCボーンマス戦で移籍後初出場。9月21日のフットボールリーグカップ・スウォンジー・シティFC戦で初スタメン。さらに初ゴールも挙げ2-1の勝利に貢献した。

#### ジローナ
2017年8月1日、シティ・フットボール・グループのジローナFCにレンタル移籍した。

#### ロイヤル・エクセル・ムスクロン
2019年9月、ロイヤル・エクセル・ムスクロンにレンタル移籍。

### ディナモ・ブカレスト
2020年10月8日、FCディナモ・ブカレストへ完全移籍。

### エイバル
2021年1月18日、SDエイバルと2021年6月までの契約を締結。

### ジローナ
2021年7月23日、ジローナFCに復帰した。

### レパークーゼン
2024年6月14日、ブンデスリーガ所属のバイエルン・レバークーゼンに移籍。契約期間は2029年6月30日までの5年契約と発表された。